# Liste des œuvres d'art de Meurthe-et-Moselle
Cet article vise à recenser les œuvres d'art dans l'espace public en Meurthe-et-Moselle, en France.

## Liste
Les œuvres sont classées par ordre alphabétique de communes et, au sein de celles-ci, par ordre chronologique d'installation, dans la mesure des informations disponibles.

### Sculptures
| Œuvre                                                       | Auteur                  | Commune                   | Localisation                                      | Notes                                        | Installation                            | Coordonnées                             | Illustration                            |
| ----------------------------------------------------------- | ----------------------- | ------------------------- | ------------------------------------------------- | -------------------------------------------- | --------------------------------------- | --------------------------------------- | --------------------------------------- |
| Métissage                                                   | Charlie Skubich         | Baccarat                  | À déterminer                                      |                                              | 2012                                    | 48° 26′ 57″ nord, 6° 44′ 18″ est        | Image manquante                         |
| Unité et Diversité                                          | Alain Paul Dony         | Blainville-sur-l'Eau      | À déterminer                                      |                                              | 2007                                    | 48° 33′ 13″ nord, 6° 24′ 26″ est        | Image manquante                         |
| L'Homme dans l'espace-temps                                 | Amilcar Zannoni         | Blénod-lès-Pont-à-Mousson | À déterminer                                      |                                              | À déterminer                            | 48° 52′ 56″ nord, 6° 03′ 09″ est        | Image manquante                         |
| Sculpture                                                   | Denis Haguenauer        | Cirey-sur-Vezouze         | À déterminer                                      |                                              | À déterminer                            | 48° 34′ 36″ nord, 6° 57′ 16″ est        | Image manquante                         |
| L'Homme en devenir                                          | Paul Flickinger         | Conflans-en-Jarnisy       | Rue du Général-de-Gaulle                          |                                              | 2015                                    | 49° 10′ 00″ nord, 5° 51′ 33″ est        | Image manquante                         |
| Buste de Christophe Mathieu de Dombasle                     | À déterminer            | Dombasle-sur-Meurthe      | À déterminer                                      | Représente Christophe Mathieu de Dombasle.   | À déterminer                            | 48° 37′ 38″ nord, 6° 21′ 10″ est        | Buste de Mathieu de Dombasle            |
| Buste de François de Bassompierre                           | Marius Giot             | Haroué                    | À déterminer                                      | Représente François de Bassompierre.         | À déterminer                            | 48° 28′ 01″ nord, 6° 10′ 43″ est        | Buste de François de Bassompierre       |
| Apollon                                                     | Barthélemy Guibal       | Lunéville                 | Dans le parc des Bosquets du château de Lunéville | Représente Apollon.                          | À déterminer                            | 48° 35′ 41″ nord, 6° 29′ 30″ est        | Apollon                                 |
| Buste d'Ernest Bichat                                       | Ernest Bussière         | Lunéville                 | Sur la place Stanislas                            | Représente Ernest Bichat.                    | 1911                                    | 48° 35′ 38″ nord, 6° 29′ 33″ est        | Buste d'Ernest Bichat                   |
| Diane                                                       | Barthélemy Guibal       | Lunéville                 | Dans le parc des Bosquets du château de Lunéville |                                              | À déterminer                            | 48° 35′ 41″ nord, 6° 29′ 30″ est        | Diane                                   |
| Flore                                                       | Barthélemy Guibal       | Lunéville                 | Dans le parc des Bosquets du château de Lunéville | Représente Flore.                            | À déterminer                            | 48° 35′ 41″ nord, 6° 29′ 30″ est        | Flore                                   |
| L'Abbé Grégoire                                             | Paul Niclausse          | Lunéville                 | Sur la place des Carmes                           | Représente l'abbé Grégoire.                  | 1955                                    | 48° 35′ 54″ nord, 6° 29′ 20″ est        | Image manquante                         |
| La Nuit                                                     | Barthélemy Guibal       | Lunéville                 | Dans le parc des Bosquets du château de Lunéville |                                              | À déterminer                            | 48° 35′ 41″ nord, 6° 29′ 30″ est        | La Nuit                                 |
| Statue équestre du général Antoine Charles Louis de Lasalle | Charles Cordier         | Lunéville                 | Dans la cour du château de Lunéville              | Représente Antoine Charles Louis de Lasalle. | À déterminer                            | 48° 35′ 41″ nord, 6° 29′ 27″ est        | Statue équestre du général Lasalle      |
| Jeanne d'Arc                                                | Adolphe Roberton        | Mars-la-Tour              | À déterminer                                      |                                              | À déterminer                            | 49° 05′ 55″ nord, 5° 53′ 12″ est        | Jeanne d'Arc                            |
|                                                             |                         | Nancy                     | Voir la liste des œuvres d'art de Nancy           | Voir la liste des œuvres d'art de Nancy      | Voir la liste des œuvres d'art de Nancy | Voir la liste des œuvres d'art de Nancy | Voir la liste des œuvres d'art de Nancy |
| Saint Vincent de Saragosse                                  | À déterminer            | Neuves-Maisons            | À déterminer                                      | Représente Vincent de Saragosse.             | 1998                                    | 48° 36′ 56″ nord, 6° 06′ 13″ est        | Image manquante                         |
| Buste du docteur Paul Hanus                                 | À déterminer            | Saint-Nicolas-de-Port     | À déterminer                                      |                                              | À déterminer                            | 48° 38′ 05″ nord, 6° 18′ 03″ est        | Image manquante                         |
| Obelisco all'emigrazione                                    | Ettore Altieri          | Saint-Nicolas-de-Port     | À déterminer                                      |                                              | 2009                                    | 48° 38′ 04″ nord, 6° 18′ 04″ est        | Image manquante                         |
| Buste de Félix Noël                                         | Ernest Bussière         | Sommerviller              | À déterminer                                      |                                              | 1895                                    | 48° 37′ 55″ nord, 6° 22′ 31″ est        | Image manquante                         |
| Infinitif                                                   | Éric Stambirowski       | Sommerviller              | À déterminer                                      |                                              | 2006                                    | 48° 37′ 55″ nord, 6° 22′ 35″ est        | Image manquante                         |
| Buste de Jules Tourtel                                      | Ernest Bussière         | Tantonville               | À déterminer                                      |                                              | 1884                                    | 48° 28′ 08″ nord, 6° 08′ 15″ est        | Image manquante                         |
| Buste du général Justin Clinchant                           | Gustave Crauk           | Thiaucourt-Regniéville    | À déterminer                                      | Représente Justin Clinchant.                 | 1912                                    | 48° 57′ 18″ nord, 5° 51′ 49″ est        | Image manquante                         |
| Girafe                                                      | Jean No                 | Tomblaine                 | Sur la place des Arts                             |                                              | 2017                                    | 48° 41′ 17″ nord, 6° 12′ 42″ est        | Image manquante                         |
| Girouettes                                                  | Philippe Hiquily        | Tomblaine                 | Sur la place des Arts                             |                                              | 2015                                    | 48° 41′ 16″ nord, 6° 12′ 42″ est        | Image manquante                         |
| Meneuses d'art                                              | Véronique Didierlaurent | Tomblaine                 | Sur la place des Arts                             |                                              | 2015                                    | 48° 41′ 17″ nord, 6° 12′ 41″ est        | Image manquante                         |
| Complémentarité                                             | William Villemin        | Toul                      | À déterminer                                      |                                              | À déterminer                            | 48° 40′ 33″ nord, 5° 53′ 44″ est        | Image manquante                         |
| La France                                                   | Hippolyte Maindron      | Toul                      | À déterminer                                      |                                              | 1874                                    | 48° 40′ 33″ nord, 5° 53′ 42″ est        | La France                               |
| Jeune Faune                                                 | À déterminer            | Vézelise                  | À déterminer                                      |                                              | 1890                                    | 48° 29′ 15″ nord, 6° 05′ 22″ est        | Image manquante                         |

### Monuments aux morts
| Œuvre                                                    | Auteur                               | Commune              | Localisation                        | Notes                               | Installation | Coordonnées                      | Illustration                                             |
| -------------------------------------------------------- | ------------------------------------ | -------------------- | ----------------------------------- | ----------------------------------- | ------------ | -------------------------------- | -------------------------------------------------------- |
| Poilu au drapeau (monument aux morts)                    | Copie d'après Eugène Piron           | Anderny              | À déterminer                        | Également appelé Soldat au drapeau. | À déterminer | à géolocaliser                   | Image manquante                                          |
| Poilu au repos (monument aux morts)                      | Copie d'après Étienne Camus          | Damelevières         | À côté de l'église                  |                                     | 1922         | à géolocaliser                   | Poilu au repos (monument aux morts)                      |
| Poilu écrasant l'aigle allemand (d) (monument aux morts) | Copie d'après Charles-Henri Pourquet | Essey-et-Maizerais   | À déterminer                        |                                     | À déterminer | à géolocaliser                   | Poilu écrasant l'aigle allemand (d) (monument aux morts) |
| Monument aux morts                                       | À déterminer                         | Fontenoy-sur-Moselle | Rue du Monument                     |                                     | À déterminer | 48° 42′ 45″ nord, 5° 58′ 56″ est | Monument aux morts, Fontenoy-sur-Moselle                 |
| Poilu au repos (monument aux morts)                      | Copie d'après Étienne Camus          | Fraisnes-en-Saintois | Devant le cimetière                 |                                     | À déterminer | à géolocaliser                   | Poilu au repos (monument aux morts)                      |
| La Résistance (monument aux morts)                       | Copie d'après Charles-Henri Pourquet | Murville             | À côté de l'église Saint-Barthélémy |                                     | À déterminer | à géolocaliser                   | La Résistance (monument aux morts)                       |
| Poilu au repos (monument aux morts)                      | Copie d'après Étienne Camus          | Rosières-en-Haye     | En face de la mairie                |                                     | À déterminer | à géolocaliser                   | Image manquante                                          |
| Poilu au repos (monument aux morts)                      | Copie d'après Étienne Camus          | Vannes-le-Châtel     | À déterminer                        |                                     | À déterminer | à géolocaliser                   | Poilu au repos (monument aux morts)                      |

### Fontaines
| Œuvre    | Auteur       | Commune | Localisation | Notes | Installation | Coordonnées                      | Illustration |
| -------- | ------------ | ------- | ------------ | ----- | ------------ | -------------------------------- | ------------ |
| Fontaine | À déterminer | Toul    | Rue Gambetta |       | À déterminer | 48° 40′ 26″ nord, 5° 53′ 15″ est | Fontaine     |

### Œuvres disparues ou retirées
| Œuvre | Auteur | Commune | Localisation | Notes | Installation | Coordonnées | Illustration |
| ----- | ------ | ------- | ------------ | ----- | ------------ | ----------- | ------------ |